# Estación de Caixans
Caixans (en catalán y según Adif Queixans) es un apeadero ferroviario clausurado propiedad de Adif situado en el término municipal de Fontanáls de Cerdanya, próximo a la pedanía de Caixans. El apeadero no presta servicio de viajeros desde 2004.

## Situación Ferroviaria
La estación se encuentra en el punto kilométrico 44,7 de la línea férrea Ripoll-Puigcerdá, entre las estaciones de Urtx-Alp y Puigcerdá, a 1 107,94 metros de altitud.
El tramo es de vía única en ancho ibérico (1668 mm), con tensión eléctrica de 3 kV y alimentación por catenaria.

## Historia
Esta estación del Ferrocarril Transpirenaico, tal como se conocía la línea de Ripoll a Puigcerdá, fue abierta al tráfico el 3 de octubre de 1922, con la puesta en marcha del tramo de 13,457 km entre las estaciones de La Molina y Puigcerdá de la línea que uniría en 1922 Barcelona con Latour de Carol-Enveitg desde Ripoll. Las obras corrieron directamente a cuenta del Estado, ya que no se habían presentado postores para la subasta de obras y España estaba obligada por contrato con Francia a construir la línea. La inauguración oficial de toda la línea llegaría hasta el día siguiente, 4 de octubre de 1922, en un acto bendecido por el obispo de la Seo de Urgel.
En un primer momento y hasta la llegada de la tracción eléctrica, la línea fue explotada mediante tracción vapor con locomotoras de la compañía Norte y por las 242 ténder fabricadas por La Maquinista Terrestre y Marítima (MTM), en Barcelona. Ante lo costoso de la explotación, el organismo estatal Explotación de Ferrocarriles por el Estado se hace cargo de la línea en 1926 con el objetivo de electrificar la línea. Las máquinas eléctricas de la serie 1000 entraron en servicio en 1929, coincidiendo con la electrificación a 1.500 voltios de la línea Ripoll-Puigcerdá, una de las primeras en electrificarse de toda la red catalana. A finales de 1929, las locomotoras de la serie 1000 se transfirieron a la Compañía de los Caminos de Hierro del Norte de España.
Mediante la Real Orden de 17 de julio de 1928 se determinó que la explotación de la línea entre Ripoll y Puigcerdá (tramo al que pertenece la estación) fuese realizada por Norte, cediendo el Estado la misma en régimen de alquiler. Norte pasó a explotar la línea a partir del 21 de junio de 1929, hasta la apertura del tramo entre Ripoll y La Tour de Carol en vía de ancho internacional, en paralelo a la ya existente en ancho ibérico.
El estallido de la Guerra Civil en 1936 dejó la estación en zona republicana. Ante la nueva situación el gobierno republicano, que ya se había incautado de las grandes compañías ferroviarias mediante un decreto de 3 de agosto de 1936, permitió que en la práctica el control recayera en comités de obreros y ferroviarios. Con la llegada de las tropas sublevadas a Cataluña en 1939, se volvió a la situación anterior.
En 1941, tras la nacionalización del ferrocarril de ancho ibérico, las instalaciones pasaron a manos de la recién creada RENFE. En 1965 se duplicó la tensión de la línea, pasando a ser de 3000Vcc. Desde el 31 de diciembre de 2004 Renfe Operadora explota la línea mientras que Adif es la titular de las instalaciones ferroviarias.

## La estación[3]
Las instalación es un simple apeadero ferroviario con un solo andén al que accede la única vía principal. El edificio de viajeros es de dos plantas con cuatro vanos por costado y planta, más buhardilla. Se encuentra a la derecha de la vía en kilometraje ascendente (sentido Puigcerdá) y acoge en su interior un bar.
Desde el año 2004 no hay servicio de viajeros en la estación, coincidiendo con los nuevos horarios.
El sistema de seguridad es de "Tren-tierra y ASFA". En cuanto a los bloqueos dispone de Bloqueo de Liberación Automática en vía Única con Control de Tráfico Centralizado (BLAU con CTC). Esta configuración se mantiene en el tramo entre las estaciones de Vich y Puigcerdá, al cual pertenece la estación.

## Servicios ferroviarios
Por la estación circulan servicios regionales sin parada de Media Distancia, que se prestan con material de Rodalies de Catalunya, usualmente con la serie 447 de Renfe y más raramente con trenes Civia.